# Rúa Santa Ifigénia
La Rúa Santa Ifigénia es una calle ubicada en el barrio homónimo del distrito de República en la zona centro de la ciudad de São Paulo, Brasil. La calle se inicia al lado de la Iglesia de Santa Ifigénia y termina en la esquina con la avenida Duque de Caxias. Esta calle es conocida por la cantidad de tiendas especializadas en la venta de artículos electrónicos al punto de ser el principal centro de venta de esos productos en la ciudad.
Luego del 2007, con la aplicación de la Lei Cidade Limpa, la calle pasó por un proceso de valorización de las fachadas de sus predios antiguos. Antes de esa ley, las fachadas quedaban escondidas detrás de grandes placas publicitarias.

## Historia
El mariscal Arouche de Toledo Rendom fue el encargado de abrir la rúa en 1810. Fue en un ambiente de demarcación social en el barrio de Santa Ifigénia: la rúa Elesbão, hoy conocida como rúa Aurora, reunía a las clases altas; la rúa dos Bambus, hoy Avenida Rio Branco, concentraba los sindicatos estudiantiles. En esta zona vivieron personalidades como Afonso Arinos, Afrânio de Melo Franco, Melo Pimentel y Francisco de Andrade.
A principios del siglo XX, la rúa Santa Ifigénia se convirtió en un importante punto de la vida cultural de São Paulo. En 1915, se instaló allí la Sala de Cinema Brasil. También había espacios teatrales. La calle y el barrio en su conjunto atrajeron sucursales de distribuidoras cinematográficas, especialmente con el desarrollo del ferrocarril, que permitía la llegada rápida de nuevos contenidos. En 1921, la Agência Central Cinematográfica y la Universal Films se instalaron en la rúa.

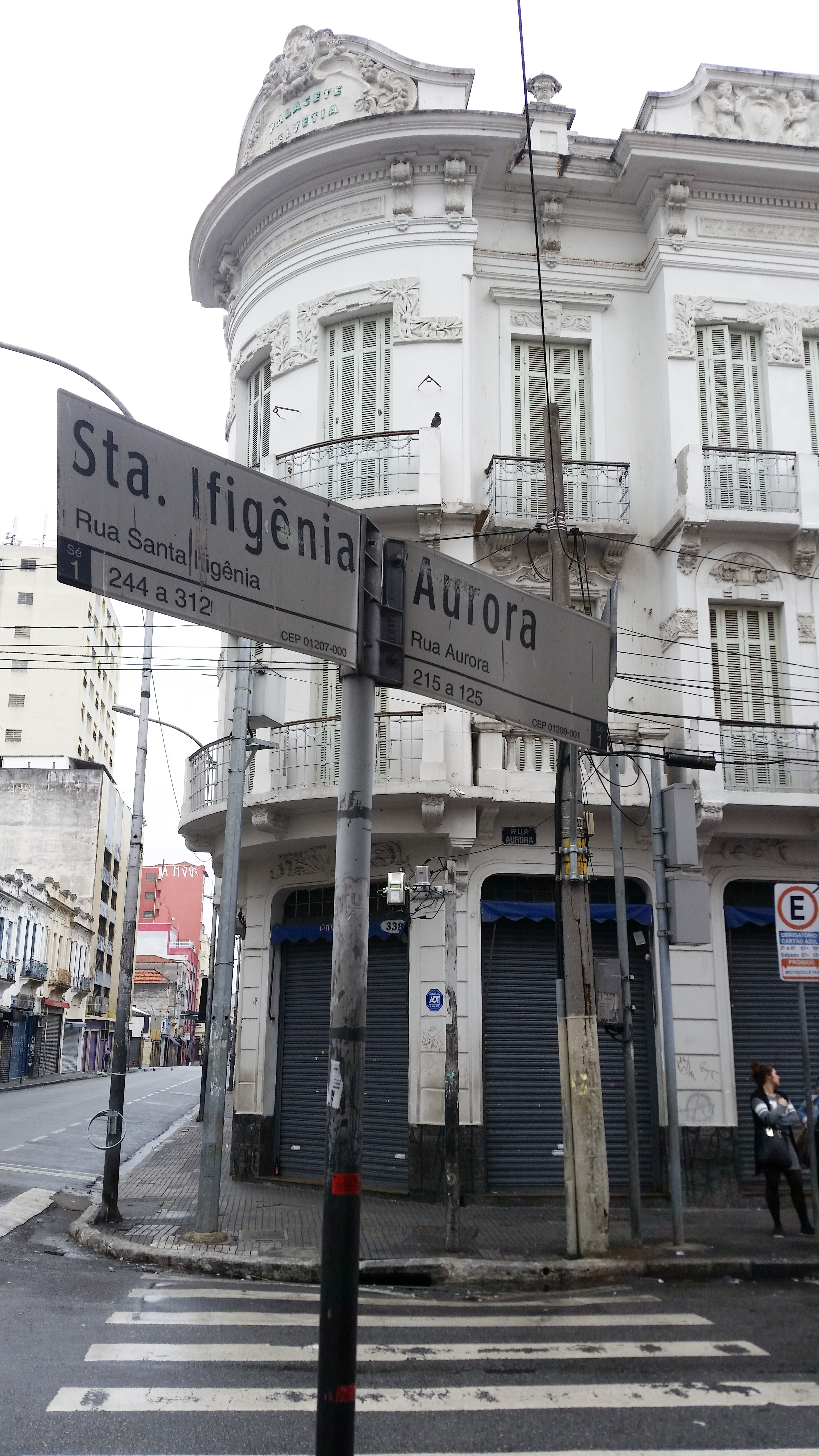
Palacete Helvetia, en la esquina de la rúa Santa Ifigénia y la rúa Aurora

La rúa Santa Ifigénia también se convirtió en el centro del sector hostelero, influido por su proximidad a la estación de ferrocarril y, desde 1961, también a la de autobuses. He aquí una cita académica que lo justifica: "La rúa Santa Ifigénia da una intensa vitalidad a la región, atrayendo a compradores de diferentes lugares (se infiere que existe una ruta de compras formada por la rúa 25 de Marzo y la rúa Santa Ifigénia, que tiene al Viaducto como punto de conexión privilegiado)". En cuanto a las compras, la rúa Santa Ifigénia concentra tiendas de informática, música y electrónica, que se ubican en edificios históricos y casas de estilo ecléctico. Un ejemplo es el Palacete Helvetia.
La especialización comercial de la rúa Santa Ifigénia es una forma de limitar la expansión de la verticalización en el centro de São Paulo. El tipo de comercio que se ha desarrollado en este barrio es compatible con edificios de baja altura. He aquí la cita: "la tipología que mejor se adapta al entorno comercial es un edificio de entre cinco y diez metros de frente, de una, dos o tres plantas de altura, que ocupa gran parte de la parcela, si no toda, con ornamentación simplificada o inexistente, con función comercial en la planta baja y funciones auxiliares en la parte posterior o por encima de la planta baja -almacenamiento o residencial".